# Caso XYZ

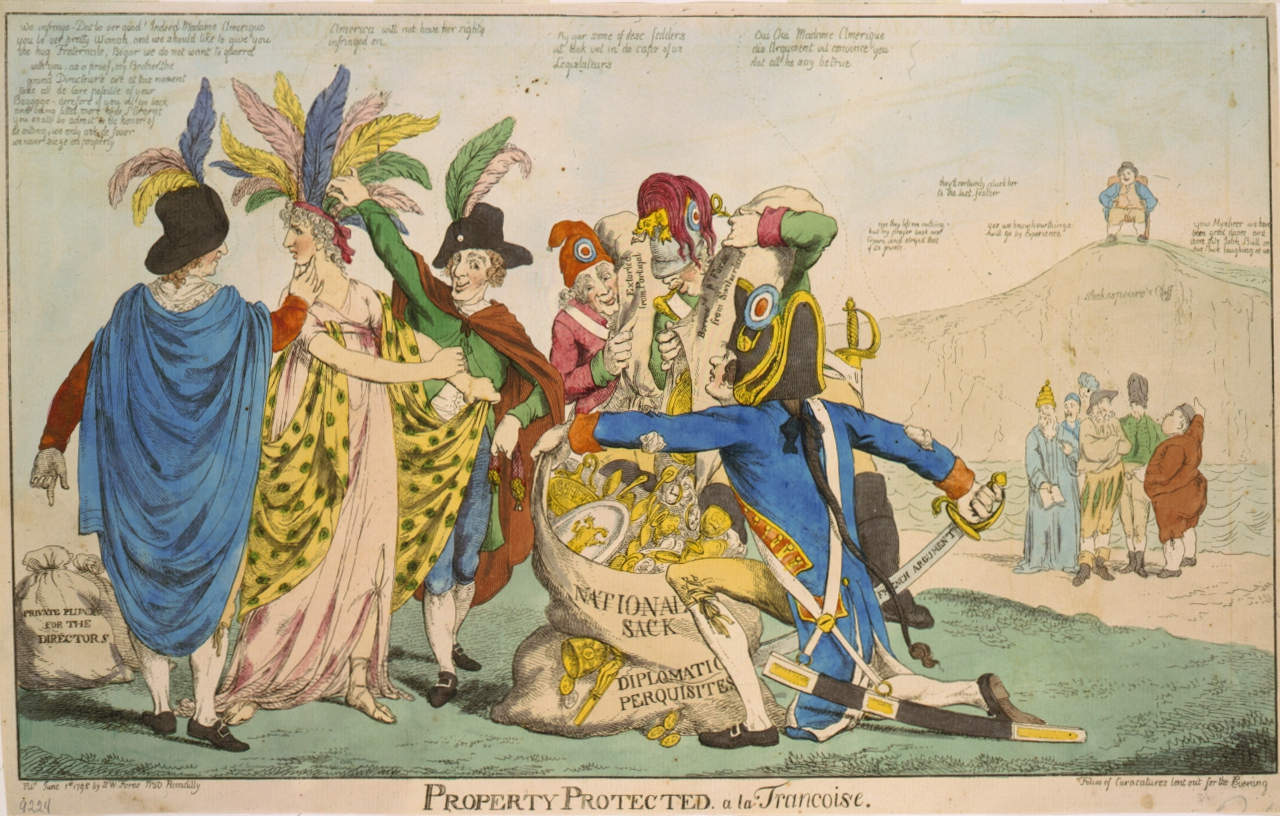
Uma charge política britânica retrata o caso: os Estados Unidos são representados por Columbia, que está sendo saqueado por cinco franceses, três dos quais estão usando coquetéis franceses, um usando o boné frígio – símbolos da França revolucionária e republicana. Os números agrupados à direita são outros países europeus; John Bull, representando a Grã-Bretanha, senta-se a rir no topo dos penhascos brancos de Dover.

O Caso XYZ foi um episódio político e diplomático em 1797 e 1798, no início da presidência de John Adams, envolvendo um confronto entre os Estados Unidos e a França republicana que levou à Quase-Guerra. O nome deriva da substituição das letras X, Y e Z pelos nomes dos diplomatas franceses Jean-Conrad Hottinguer (X), Pierre Bellamy (Y) e Lucien Hauteval (Z) em documentos divulgados pela administração Adams.
Uma comissão diplomática americana foi enviada à França em julho de 1797 para negociar uma solução para problemas que ameaçavam uma guerra. Os diplomatas, Charles Cotesworth Pinckney, John Marshall e Elbridge Gerry, foram abordados por meio de canais informais por agentes do ministro das Relações Exteriores francês, Talleyrand, que exigiram subornos e um empréstimo antes que as negociações formais pudessem começar. Embora fosse amplamente sabido que diplomatas de outras nações haviam pago subornos para lidar com Talleyrand na época, os norte-americanos ficaram ofendidos com as exigências e, eventualmente, deixaram a França sem nunca se envolver em negociações formais. Gerry, procurando evitar uma guerra total, permaneceu por vários meses depois que os outros dois comissários partiram. Suas trocas com Talleyrand estabeleceram as bases para o eventual fim das hostilidades diplomáticas e militares.
O fracasso da comissão causou uma tempestade política nos Estados Unidos quando os despachos da comissão foram publicados. Isso levou à Quase-Guerra não declarada (1798-1800). Os federalistas, que controlavam as duas casas do Congresso e ocupavam a presidência, aproveitaram a raiva nacional para construir as Forças Armadas do país. Eles também atacaram os democratas-republicanos por sua postura pró-francesa, e Gerry (um apartidário na época) pelo que viram como seu papel no fracasso da comissão.